# 紺野あさ美
紺野 あさ美（こんの あさみ、1987年〈昭和62年〉5月7日 - ）は、日本のフリーアナウンサー、YouTuber、歌手。ハロー!プロジェクトおよびモーニング娘。の元メンバー（5期）。北海道札幌市豊平区出身。愛称はこんこん。夫はプロ野球北海道日本ハムファイターズ投手の杉浦稔大。野球知識検定6級に合格している。

## 人物
2006年、モーニング娘。を卒業後芸能界から離れ、高等学校卒業程度認定試験に合格。その後AO入試で慶應義塾大学環境情報学部に入学し学ぶ。大学入学時は、現役で高校卒業して入学した学生よりも1歳年上であった。2007年にハロプロに復帰して芸能活動を再開していた。
大学卒業後の2011年に、アナウンサーとしてテレビ東京へ入社。入社後は、同期アナウンサーの植田萌子（2015年2月28日付で退社）と共に『もえ×こん』（広報番組）へ出演したことを皮切りに、報道・情報・スポーツなどの番組を幅広く担当。前述した『テレ東音楽祭（2）』以外にも、「モーニング娘。出身（OG兼任）のアナウンサー」として、収録番組で他のOGと共演することがあった。
スポーツも得意である。特に持久力を試される競技では好成績を修めていて、『ハロー!プロジェクト スポーツフェスティバル』の1500m走で優勝しMVPを獲得したことがある。芸能界入りする前には空手をやっており、札幌市の小学生大会で優勝経験がある。
モーニング娘。に入った直後には、ダンスを苦手にしていた。『浪漫 〜MY DEAR BOY〜』のダンス練習で当時のマネジャーから褒められて、以降ダンスが楽しく踊れる。テレビ東京入社後の冠番組『紺野、今から踊るってよ』では、上記の経験を背景に、アナウンサーの域を超えたダンスを毎回披露した。

## 略歴

### アイドル・タレント時代
2001年
- 8月26日、『LOVEオーディション21』にて高橋愛、小川麻琴、新垣里沙と共にモーニング娘。5期メンバーとして合格。
- 10月、『うたばん』の収録で12針を縫う怪我を負う。この怪我により、5期メンバーが初参加となる『モーニング娘。CONCERT TOUR 2001 “ライブレボリューション秋”』（10月21日 - 11月25日）では、当初MCのみの参加となり、歌とダンスを含めたフル参加となったのは、11月3日の横浜アリーナ公演からとなる。

2002年
- 5月、ミュージカル『モーニング・タウン』の第二部のヒロインに抜擢される。
- 9月、新垣里沙、メロン記念日の柴田あゆみと共にタンポポに加入。

2003年
- 4月、 めちゃ×2イケてるッ!の企画、私立岡村女子高等学校。に転校生として初参加。
- 6月、テレビドラマ『こちら本池上署』に「十河（そごう）風香」役としてゲスト出演。
- 7月、石川梨華に代わるサポートメンバーとして、藤本美貴と共にカントリー娘。に参加。
- 9月、ハロー!プロジェクトメンバーによるフットサルチーム（後のGatas Brilhantes H.P.）の結成に参加。

2004年
- 8月、初のソロ写真集「ASAMI KONNO」を発売。
- 12月、東京帽子倶楽部主催「ハットグランプリ2004」の女性部門で1位を獲得した。

2005年 （平成17年）
- 8月、フットサル大会「すかいらーくグループ冒険王リーグ」予選にて左手を捻挫。決勝トーナメントではピッチに立つことはなかった。

2006年
- 4月28日、大学進学を目指すべく高等学校卒業程度認定試験を受験する為に同年7月でモーニング娘。並びにハロー!プロジェクトを卒業する事が発表される[5]。
- 7月20日、お台場冒険王2006の公開練習を最後にGatas Brilhantes H.P.から離脱。
- 7月23日、モーニング娘。並びにハロー!プロジェクトを卒業。芸能活動から離れた。
- 12月18日、慶應義塾大学環境情報学部のAO入試に合格。

2007年
- 1月28日、横浜アリーナで行われた『Hello! Project 2007 Winter 〜集結! 10th Anniversary〜』をもってハロー!プロジェクトを卒業する、カントリー娘。のあさみとみうなを激励するためにかけつけ、約半年振りに公の場に姿を現した。
- 6月18日、芸能界への復帰を発表し、新たに結成された音楽ガッタスへの参加と、Gatas Brilhantes H.P.への復帰を明らかにした。
- 7月15日、ハロー!プロジェクトのコンサートにおいて、音楽ガッタスの一員として登場しハロー!プロジェクトに復帰した。

2009年
- 3月、ハロー!プロジェクト内のエルダークラブに所属するメンバーが、4月よりM-line clubとしてファンクラブを分離、独立することになり、それに伴いハロー!プロジェクトを卒業。
- 12月、テレビ東京のアナウンサー試験に合格し内々定を得たと報じられた[6]。

2010年
- 2月、テレビ東京アナウンサー2011年春入社内定[7]。
- 10月1日、テレビ東京アナウンサー2011年春入社内定を正式発表[8]。
- 12月7日・8日、『紺野あさ美 FCイベント 〜紺野はあしたからも紺野です〜』を最後に芸能活動を終了。

2011年
- 3月31日、Gatas Brilhantes H.P.を卒業[9]。同時にM-line clubも卒業。

### テレビ東京入社後
2011年
- 4月1日、テレビ東京に入社[10][11]。
- 4月4日、『ワールドビジネスサテライト』にテレビ東京新入社員として出演[12]。
- 4月13日、テレビ東京サイト内にプロフィールが掲載、ブログ開始[13]。
- 5月31日、テレビ東京サイト内で自己紹介動画を公開。ブログでは、好物はサツマイモなどのイモ系とカボチャと明かしている[14]。
- 7月1日、『プレミア音楽祭2011夏』前説でアナウンス業務を開始。
- 7月7日、『7スタBratch!』、『NEWS FINE』において、キッザニア東京からの生中継のリポーターとして初鳴き[15]。
- 7月10日、同期の植田萌子アナウンサーと『夏休みのススメ!「サマバケ」キッズの冒険』に出演。
- 7月11日、『メジャーリーグ中継　ツインズ vs ホワイトソックス』でスポーツ番組デビュー。同期の植田アナとタッグを組んでの初のレギュラー番組となる『もえ×こん』がスタート。
- 7月15日、『ニュースモーニングサテライト』でサブキャスターを務める（滝井礼乃代理）。以降特別番組やレギュラー番組の代理キャスターを担当する。
- 10月1日、『neo sports』水曜日・土曜日のレギュラーキャスターに就任した。

2012年
- 3月25日 - 4月1日、第51回世界卓球選手権団体戦（ ドイツ、ドルトムント）中継リポーター[16]。

2014年
- 4月24日、体調不良を理由に同月から休養中であることを、髙橋雄一社長が定例記者会見で公表した[17]。
- 7月1日、職場復帰を果たした[18]。
- 7月20日、『こちら!リンリン相談室7』で番組復帰[19]。

2015年
- 3月29日、単独ではテレビ東京入社後初の冠番組になる『紺野、今から踊るってよ』を、単発番組として関東ローカルで深夜に放送[20]。これを機に、期間限定のレギュラー番組として、5月以降断続的に放送された[21]。
- 6月24日、進行役の1人として出演していた生放送の音楽番組『テレ東音楽祭（2）』で、「モーニング娘。OG」[注釈 2]の一員として、『抱いてHOLD ON ME!』『LOVEマシーン』『恋のダンスサイト』『ハッピーサマーウェディング』のスペシャルメドレーに参加。ハロー!プロジェクト時代以来6年振りに、生放送番組で歌とダンスを披露した。ちなみに、生放送番組で他のOGと共演したのは、テレビ東京への入社後初めてであった。[22]。

2016年
- 10月2日、『紺野、今から踊るってよ』が毎週日曜22：48 - 22：54に移動。
- 10月10日、狩野恵里の後を受けて競輪中継のリポーターを担当開始。
- 12月10日、Twitterを開始。これまでは『紺野、今から踊るってよ』のアカウントから発言していた。

2017年
- 1月10日、プロ野球・東京ヤクルトスワローズ投手の杉浦稔大と元旦に結婚したことを明らかにした[23][24]。
- 3月31日に家庭優先のためテレビ東京を退社[25]する。3月31日は最終出勤日で、退社日の5月31日まで有休を消化する[26]。
- 5月31日にテレビ東京を退社[27]。

### テレビ東京退社後
2017年
- 7月10日、第1子懐妊を報告[28]。
- 8月15日、アメーバブログで紺野あさ美オフィシャルブログ「もりもりごはんと子育て日記」を開始[29]。
- 9月15日、第1子の女児誕生を報告[30][31]。
- 11月5日、AbemaTV『稲垣・草なぎ・香取 3人でインターネットはじめます「72時間ホンネテレビ」』の稲垣吾郎疑似結婚披露宴「もしもの結婚式」で司会を務め、出産後初めてメディアに出演したが[32]仕事復帰は否定した[33][34]。

2019年
- 2月20日、北海道の民放5局とNHK札幌放送局による共同キャンペーン『One Hokkaido Project』のキャンペーンソングに参加[35]。
- 2月26日、第2子男児の出産を報告[36]。

2021年
- 3月22日、第3子懐妊を報告[37]。
- 8月23日、第3子男児出産を報告[38]。

2022年
- 5月12日、個人のYouTubeチャンネルを開設[39]。

2024年
- 3月13日、第4子懐妊を報告[40]。
- 8月5日、第4子女児出産を報告[41]。

## 出演

### テレビ東京退社後の出演・出版・作品

#### コンサート
- 藤本美貴20周年記念!大感謝ライブ!〜ミキティアイドルやります!春の大集会!〜あしたから21周年〜（2023年3月12日、ヒューリックホール東京）[42] - 田中れいなとゲスト出演
- Hello! Project 25th ANNIVERSARY CONCERT「ALL FOR ONE & ONE FOR ALL!」ACT I（2023年9月10日、国立代々木競技場 第一体育館）[43]

#### 現在時点での主な担当番組（レギュラー）
- キタに恋した!：北海道通信担当(北海道リポーター)（2023年4月15日-）

### テレビ東京在籍時代の出演・出版・作品
- ワールドビジネスサテライト
  - 「WBS+」（2011年4月4日） - テレビ東京2011年度新入社員としてゲスト出演
  - 「トレンドたまご」
    - 松丸友紀の代理（2011年9月12日）
    - 秋元玲奈の代理（2011年9月14日、2013年1月23日、2月20日、3月6日、3月20日）
    - 繁田美貴の代理（2012年8月10日、2012年9月7日）
    - 狩野恵里の代理（2012年8月30日）
- くだまき八兵衛X（2011年4月28日） - テレビ東京2011年度新入社員としてゲスト出演
- 7スタBratch!（2011年7月7日、中継担当）
- FINE!オープニング（2011年7月7日、中継担当）
- NEWS FINE第2部
  - 7月7日は地デジ7チャン「てれとの日」（2011年7月7日、キッザニア東京中継・天気予報担当）
  - シリーズ「変わる涼景」(3)“再生エネ”に取り組むエコ山小屋 （2011年8月12日、槍ヶ岳中継担当）
- 夏休みのススメ!「サマバケ」キッズの冒険（2011年7月10日）
- メジャーリーグ中継 ツインズvsホワイトソックス（2011年7月11日）
- TXNニュース
- もえ×こん（2011年7月11日 - 2013年4月14日）
- アナラボ（アナラボ＋）（2011年7月17日 - 2014年6月29日 、助手）
- ニュースモーニングサテライト
  - サブキャスター（2011年7月15日、滝井礼乃の代理）
  - 天気キャスター（2011年8月11日、森田京之介の代理）
- 「トライアル7」オススメ（2011年7月18日）
- マモレ!絶滅ニンゲン2011（2011年7月18日）
- ポケモンスマッシュ!（2011年7月24日）
- 「ディズニー3時間生中継 マジカルスペシャル!」オススメ（2011年7月24日）
- 東京ディズニーランド・東京ディズニーシーまるごと生中継　真夏の夜のマジカルSP!（2011年7月24日）
- 夏のエンタメ大特集（2011年7月30日）
- MLBハイライト（2011年7月31日、9月25日）
- アルクロード（2011年8月8日 - 12日、15日 - 19日、9月5日 - 9日）
- ドリームクリエイター（2011年8月14日・28日・9月11日・25日・12月1日　アニソンカバー企画ほか）
- シアターGOLD 24 シーズンVスペシャル「午前3時」「午前4時」（2011年8月24日）
- アサヒビールスペシャル 独占生中継 隅田川花火大会（2011年8月27日、2014年7月26日、2015年7月25日、2016年7月30日）
- E morning第2部（2011年9月2日、Eホリディ「海風薫る 横須賀さんぽ」）
- ちょこっとイイコト 〜岡村ほんこん♥しあわせプロジェクト〜（2011年9月9日から不定期で出演、「みんなで持とう!座右の銘」や松丸の代役としてのスタジオ進行など）
- 映画「モテキ」公開記念SP!女性アナ恋愛ぶっちゃけトーク（2011年9月18日）
- 映画モテキ公開前夜祭!モテキ信じていいんですか?SP （2011年9月22日）
- 木曜8時のコンサート〜名曲!にっぽんの歌〜（2011年10月27日・11月3日・12月1日・12月22日、松丸友紀の代理）
- 柔道グランドスラムTOKYO2011（2011年12月9日 - 11日、現場リポート）
  - 関連番組
    - ロンドン五輪代表は誰　柔道グランドスラム12月9日開幕SP（2011年10月10日、アシスタント）
    - 紺野あさ美の一本頂戴致します。[注釈 3]（2011年11月15日・16日・22日・23日・29日・30日）
- 水上レーサー頂上決戦! ~第58回全日本選手権~（2011年10月10日、「平和島B級グルメ決定戦」）
- ウレロ☆未確認少女第7話（2011年11月18日、アナウンサー役）
- マイ・ライク!（2011年12月5日 - 9日）
- プリティーリズム・オーロラドリーム第39話（2012年1月7日、本人役）
- おはスタ（2012年2月10日、2016年3月7日）
- ありえへん∞世界（2012年2月28日）
- 世界卓球2012・ドルトムント（2012年3月25日 - 4月1日、現地リポート）
- ザキヤマの新説！あざ〜っすマニュアル（2012年4月11日、進行役）
- バッドボーイズの東京ドリフト祭（2012年5月3日）
- TXビジネスレポート（2012年7月4日 - 2015年6月24日）
- 極嬢ヂカラPremium（2012年8月14日・21日・28日）
- ピラメキーノ（2012年8月29日、天下一舞踏会）
- FMニュース（Inter FM、不定期）
- neo sports[44][注釈 4]
  - 土曜担当（週末版）[注釈 5]、2011年10月1日 - 2014年3月29日
  - 水曜担当（平日版）、2011年10月5日 - 2012年9月26日・2013年4月3日 - 2014年3月26日
  - 金曜担当（平日版）、2012年10月5日 - 2013年3月29日
- L4 YOU!プラス
  - 木曜サブキャスター（2013年4月4日 - 6月27日）
  - 火曜日特集リポーター（2013年11月5日 - 2016年3月28日）
- YOUは何しに日本へ?（2015年2月2日、テレビ東京内ロケ時偶然会った局アナとして出演）
- こちら!リンリン相談室7（2014年7月20日 - 2016年10月2日 ）二代目アシスタント（初代アシスタントは狩野恵里。鷲見玲奈、秋元玲奈など不定期代役期あり）
- トーキョーライブ22時（2014年10月19日 - 2015年9月27日、不定期、リポーター）
- 価値ある家づくり! バリューハウス（BSジャパン、2014年10月4日 - 2015年9月26日）[注釈 6]
- 開局15周年特別企画 生中継!神田明神遷座400年記念“神田祭”（BSジャパン、2015年5月10日、中継リポーター）
- カメラ置いとくんで、一言どうぞ 〜街中に、カメラ放置してみました〜（2015年7月6日 - 27日）[45][46]
- 合格モーニング!（2015年10月5日 - 2016年7月1日）
- なるほどストリート（2016年4月4日 - 2016年11月4日、ナレーション）
- みんなでナラベカエ （2016年9月26日）
- 日本作詩大賞（2016年12月1日）
- 流星放送局〜ふたご座流星群LIVE〜（BSジャパン、2016年12月13日）
- 全力!Danceストーリー（2016年12月26日）
- なないろ日和!：月曜担当→水.木曜担当（2015年1月5日 - 2017年3月30日）
- 紺野、今から踊るってよ（2015年3月29日、5月4日 - 21日、7月2日 - 2016年9月・毎週木・金未明 、2016年10月 - 2017年3月26日 毎週日曜夜）[47][48]
  - 紺野、日本の絶景で踊るってよ（2015年12月26日）[49]
  - 紺野、今からニュージーランドで踊るってよ（2016年3月20日）
  - 紺野、年末も踊るってよ（2016年12月30日）
  - 紺野、今から踊り納めるってよ（2017年3月27日）
- 7スタライブ：金曜日司会（2013年4月5日 - 2017年3月31日）
- 7コレ（2016年10月16日 - 2017年3月26日）
- 朝だね!（2016年4月5日 - 2017年3月28日）
- 競輪中継（2016年10月 - 2017年3月）

#### イベント
- 「劇場版ポケットモンスター ベストウイッシュ ビクティニと黒き英雄 ゼクロム・白き英雄 レシラム」初日舞台あいさつ（2011年7月16日、司会）
- アニソンぷらす LIVE（2011年8月15日、サブMC）
- 「ざっくり戦士ピラメキッド」スペシャルイベント（2011年8月19日、MC）

#### 書籍
- 2012年度版 「もえ×こん」カレンダー&手帳BOOK（2012年2月25日、ワニブックス[50]） ISBN 978-4847044380

#### シングルCD
- 「純情☆ファイター」（もえ×こん名義、2011年11月16日、ソニー・ミュージックエンタテインメント）[51][52]
- 「私たちの道」（One Hokkaido Projectに参加、2019年2月20日デジタル配信、2019年3月6日CD販売、WESS RECORDS）[35]

### テレビ東京退社後（フリーアナウンサー）の出演（単発等）
- 安室奈美恵ファッション総選挙　FASHION MOVIE BEST 50（2018年9月9日、AbemaTV）[53]
- 発見!タカトシランド（北海道文化放送）
  - 2022年9月2日 -  札幌・北広島エリアでイイとこ探し!
  - 2022年9月16日 -  千歳エリアでイイとこ探し!
- 今日ドキッ!（コメンテーター、北海道放送、2022年12月14日ほか）
- 呼び出し先生タナカ（フジテレビ、2023年5月22日、2023年10月23日）
- ネプリーグ（フジテレビ、2023年11月13日 ）
- あぐり王国北海道NEXT（北海道放送、2024年5月11日）
- グッチーな!（北海道放送、2024年5月30日）

### アイドル・タレント時代の出演・出版

#### 出演

##### テレビ番組
- ハロー!モーニング。（テレビ東京系ネット局）
- それゆけ!ゴロッキーズ（2003年9月29日 - 12月26日、テレビ東京）
- 二人ゴト（2004年4月14日 - 20日・8月10日 - 17日、テレビ東京）
- 魔女っ娘。梨華ちゃんのマジカル美勇伝（2004年10月5日 - 15日、テレビ東京）
- 娘DOKYU!（2005年4月12日 - 6月16日・7月14日・15日・2005年10月14日・10月17日 - 21日他、テレビ東京）

##### テレビドラマ
- はいからさんが通る（2002年1月2日、TBS） - さくら 役
- こちら本池上署第2シリーズ11話（2003年6月23日、TBS） - 十河風香 役

##### ラジオ番組
- タンポポ編集部 OH-SO-RO!（2002年9月24日 - 2003年9月23日、TBSラジオ）
- TBC FUNふぃーるど・モーレツモーダッシュ（2005年5月2日 - 13日、2007年9月10日 - 21日、東北放送）
- 朝までハロプロやねん!（2005年6月26日、朝日放送）

##### インターネット
第13回ハロプロビデオチャット（2005年6月6日、ハロー!プロジェクト on フレッツ）、携帯サイト「ポケットモーニング娘。」にて『紺野あさ美のガッタス日記』を連載。（2005年 - 2006年）

##### イベント
- 紺野あさ美 presents Gatas Brilhantes H.P. サポーターイベント2010春 〜紺野流〜（2010年2月21日、パシフィックヘブン）
- 紺野あさ美 FCイベント 〜紺野はあしたからも紺野です〜（2010年12月7日・8日、横浜BLITZ）

#### 書籍

##### 写真集
- 『5 モーニング娘。5期メンバー写真集』（2002年8月16日、ワニブックス） ISBN 4-8470-2721-3
- 1stソロ写真集『ASAMI KONNO』（2004年8月25日、ワニブックス） ISBN 4-8470-2816-3
- 2ndソロ写真集『なつふく』（DVD付）（2005年8月10日、ワニブックス） ISBN 4-8470-2877-5
  - 2005年にワニブックスから発行した写真集の中で一番売れた[54]。
- 3rdソロ写真集『アロハロ！紺野あさ美写真集』（DVD付）（2006年3月31日、キッズネット/角川書店） ISBN 4-04-894265-4
- 4thソロ写真集『See you again.』（DVD付）（2006年7月10日、ワニブックス） ISBN 4-8470-2939-9
- 紺野あさ美 写真集全集『Sweet Days』（DVD付）（2006年9月12日、ワニブックス） ISBN 4-8470-2952-6

#### DVD
- アロハロ!紺野あさ美DVD（2006年4月12日）
  - 本作品は2006年度オリコンDVDアイドル・イメージ部門年間ランキング第1位である。

## アイドル・タレント時代の所属ユニット
- モーニング娘。（2001年加入 - 2006年）
- タンポポ（2002年加入 - 2006年）
- シャッフルユニット
  - おどる♥11（2002年）
  - 11WATER（2003年）
  - H.P.オールスターズ（2004年）
- ポッキーガールズ（2002年 グリコポッキーCMキャラクター）
- カントリー娘。に紺野と藤本（モーニング娘。）（2003年 - 2006年）
- モーニング娘。さくら組（2003年 - 2004年）
- Gatas Brilhantes H.P.（ガッタス ブリリャンチス H.P.）（2003年 - 2006年、2007年 - 2011年）
- 音楽ガッタス（2007年 - 2011年）